# David Peña Dorantes
David Peña Dorantes, né à Lebrija le 13 octobre 1969, est un pianiste gitan de flamenco d'origine espagnole. Il s'est fait connaître dans le monde du flamenco en introduisant un instrument étranger à la tradition de ce style : le piano.

## Biographie

### Jeunesse
Dorantes appartient à une famille gitane composée d'artistes du flamenco durant les dernières décennies : il est le fils de Pedro Pena Fernandez, le petit-fils de Maria Fernandez Granados et le neveu de Juan Pena El Lebrijano. Il est également apparenté à Fernanda de Utrera et Bernarda de Utrera.
Il a été initié très jeune à la musique : il débute avec la guitare (il se présente à divers concours), puis continue avec le piano à l’âge de dix ans. Il commence à étudier au Conservatoire royal supérieur de musique de Séville.
Durant sa jeunesse, il aborde le flamenco par le piano,, approche atypique. Il mène le rythme flamenco, tout en intégrant des rythmes influencés par le jazz ou la musique classique.

### Carrière
En 1998, il se fait connaître du grand public. Il avait déjà « toreado » dans des sites importants, comme le Real Alcazar, devant le roi d'Espagne. Il sort son premier disque, Orobroy, qui est approuvé des puristes, mais aussi du public en général. Il part pour une tournée mondiale ; elle dura quatre ans ; il est récompensé de nombreux prix : il reçoit trois Giraldillos en un seul spectacle à la Bienal de Flamenco de Séville.
Le pianiste mélange des airs de flamenco, de la musique impressionniste influencée par Debussy, et des touches de jazz. Il est aussi connu pour une symphonie mélodique qui se classe dans le style New Age. Le compositeur reconnaît que, durant sa formation, il a dû « inventer sa propre technique et créer ses propres ressources ».
En 2001, après de nombreux concerts dans le monde, il sort son deuxième disque, Sur, à Séville, Paris et Sofia. Tout comme le précédent, il est bien accueilli par le grand public et la critique.
Sa présence dans les festivals et théâtre internationaux se renforce en 2011. Il ajoute à son circuit les scènes nationales et internationales comme Sadler's Wells Theatre (Londres), Midem (Cannes), Royal Albert Hall (Londres), Skirball Theater (New-York), Lisner Auditorium (Washington D.C), Bozar (Bruxelles), Théâtre Alhambra (Genève), Nouveau théâtre national de Tokyo, Sumida Triphony Hall (Tokyo), Lobero Theater (Californie), Teatro Manzoni (Milan), Suzanne Dellal Centre (Tel Aviv), Auditorium national de musique (Madrid), Kultur Merkezi (Antalya), le prestigieux Cemat Resit Rey Salonoy (Istanbul), Rotterdamse Schouwbur (Hollande), Grande halle de la Villette (Paris), Palais de la musique catalane (Barcelone), Théâtre de la Maestranza (Seville), Bulgaria Concert Hall (Sofia), Auditorium Parco della Musica (Rome), Théâtre du Nouveau Monde (Montréal) ; et de grands festivals tels que le Festival de jazz de Saint-Sébastien, San Javier International Jazz Festival, Rhino Jazz Festival (Saint-Chamond), Jazz Sur Son 31 (Toulouse), Festival de Música y Danza (Grenade), Fugue en Pay Jazz (Capbreton), Biennale du Flamenco (Séville), Arte Flamanco (Mont-de-Marsan).
Il a partagé la scène avec des artistes tels que Lole Montaya, Alba Molina, Susheela Raman, Ell Barrio (auteur-compositeur-interprète), EL Pele, José Mercé, Miguel Poveda, Fernando Terremoto, Diego Carrasco, Rafael de Utrera, José Valencia, Tomás de Perrate, Inés Bacán, Haze (MC), Chiquetete, Arcángel et Noa.
Ainsi que des musiciens comme José Ángel Hevia, Gerardo Núñez, Cañizares, Jorge Pardo, Carlos Benavent, Tino Di Gerardo, Keshab Canti Showdhury, Michael Camilo, Chucho Valdés, Randy Newman, Liza Minnelli, Gloria Gaynor, Theodosii Spassov, Tomas Gubitsh, Vicente Amigo, Pitingo, Diego el Cigala, Estrella Morente ou alors Tomatito.
Il a collaboré avec Chick Corea, Renaud García-Fons, Ara MaliKian, Luis Salinas, el maestro Gamboa, Wim Mertens, le violoniste new-yorkais Yehudi Menuhin (1916-1999), Omar Sosa. L'auteur-compositeur-interprète français Christophe, pour son dernier album It must to be sing, collabore avec Dorantes pour la production et les arrangements musicaux de plusieurs de ses thèmes.
Le Cuarterto Celtiberua, l'Orchestre de Cordoba, l'Orquesta Filarmónica de Andalucía, l'Orchestre national de Tokyo, l'Orchestre national bulgare de la radio à Sofia et l'orchestre symphonique de Malaga ont interprété ses compositions classiques.
Il a partagé la scène avec des musiciens de la world music comme Musafir, Tomas Gubitsch, Ron Carter et Kenny Werner, élargissant ainsi ses compétences, en plus de la production, des arrangements, de la composition pour le cinéma et la télévision.
Dorantes a été invité, par la ministre de la culture espagnole, à faire partie du Patronat de l'Institution Publique de la Fondation de Culture Gitane, comme une reconnaissance de sa contribution à la musique flamenco et à sa diffusion dans le monde.
En 2012, Dorantes clôture le Festival de Jazz de Montréal. C'est sa seconde participation au festival en 2 ans ; il sort son disque ¡Sin muros!,, en collaboration avec d'autres artistes tels que Arcángel, Carmen Linares, Miguel Poveda, José Mercé, Noa, et Enrique Morente (décédé en décembre 2010). 
En 2013, Dorantes compose Cristo Errante, pour la Agrupación Musical Cristo de los Gitanos (Séville).
En 2017, il sort l'album El Tiempo Por Testigo... A Sevilla en collaboration avec le contrebassiste Francis Posé et du batteur Javi Ruibal.
En 2020, il publie l'album La Roda del Viento, composé de cinq mouvements pour piano, orchestre et chœur.

## Critique
Même s'il reste très peu connu du grand public, David Pena Dorantes est apprécié dans le milieu du flamenco. Le site Nomadeskultur écrit : « Dorantes reste une référence incontournable du flamenco ». 
Le site flamenco-culture parle de lui comme d'une « nouvelle étoile gitane ». 

## Discographie
- 1998 : Orobroy
- 2002 : Sud
- 2012 : ¡Sin muros! (Universel)
- 2015 : Pase
- 2017 : El tiempo por testigo... a Sevilla

## Prix et nominations
- 1997 : Prix Demófilo de l'artiste révélation.
- 1999 : Prix nationale de la critique Flamenco Hoy du meilleur album, pour Orobroy.
- 2002 : Giraldillo de la meilleure musique originale, par Sud.
- 2002 : Giraldillo du meilleur spectacle.
- 2002 : Giraldillo Spécial du public.
- 2003 : Prix nationale de la critique Flamenco Hoy du meilleur album instrumental de l'an, par Sud.
- 2004 : Prix nationale de la critique Flamenco Hoy du meilleur DSD de flamenco de l'année.
- 2006 : Giraldillo Au moment magique: Dorantes-Poveda-Hierbabuena.
- 2008 : Prix Demófilo à la meilleure production des deux dernières années.
- 2008 : Hijo predilecto de la ville de Mairena del Aljarafe.
- 2009 : Nommé aux Prix de la Musique, pour Cuando el lebrijano canta se moja el agua.
- 2009 : Prix Nationale de Musique au Jeune Créateur 2009, de la Fondation Publique de Culture Gitane, et le Ministère de Culture.
- 2011 : Giraldillo de la meilleure musique d'accompagnement
- 2013 : Prix nationale de la critique au Meilleur Album Instrumental pour !Sin Muros
- 2014 : Prix Maestro Joaquín de la Orden de las Artes Musicales de Andalucía[1]